# 阿爾德斯普林斯 (加利福尼亞州弗雷斯諾縣)
阿爾德斯普林斯（英語：Alder Springs）是位於美國加利福尼亞州弗雷斯諾縣的一個非建制地區。該地的面積和人口皆未知。

## 地理
阿爾德斯普林斯的座標為37°03′58″N 119°24′07″W / 37.06611°N 119.40194°W，而該地的平均海拔高度為1349米（即4426英尺）。